# Robert Pow

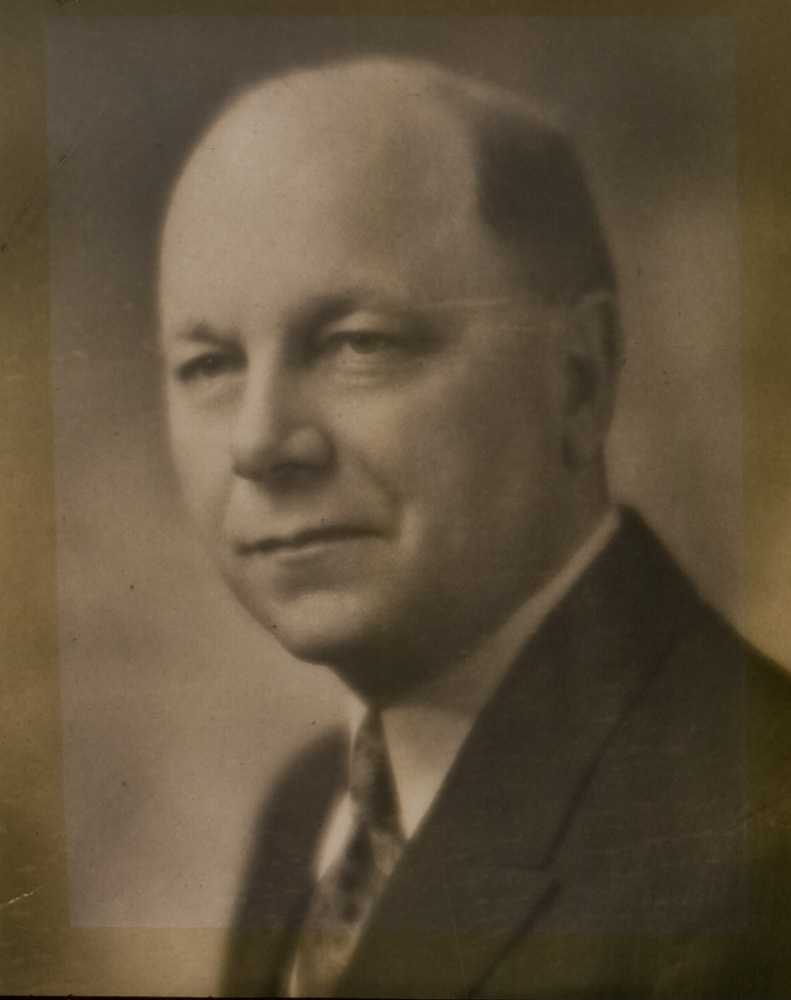
Robert Pow år 1933.

Robert Barclay "Bart" Pow, född 7 juli 1883 i Emerson, Manitoba, död 25 april 1958 i Fort William, Ontario, var en kanadensisk politiker och curlingspelare. Han var med i laget som vann uppvisningsgrenen curling i de olympiska vinterspelen 1932 i Lake Placid.